# Жорж Бідо
Жорж Бідо́ (фр. Georges Bidault; нар. 5 жовтня 1899, Мулен, Франція — пом. 26 січня 1983, Камбо-ле-Бен, Франція) — французький політичний та державний діяч. Прем'єр-міністр Франції від 23 червня до 28 листопада 1946 та від 28 жовтня 1949 до 24 червня 1950 року. Фактичний очільник держави в період з 24 червня 1946 по 16 січня 1946.

## Життєпис
З 1934 був редактором католицької газети «Об» (фр. Aube — «Світанок»).
У роки Другої світової війни — учасник Руху опору, прихильник генерала де Голля. Один з засновників (1944) і лідерів католицької партії «Народно-республіканський рух» (МРП) (фр. Le Mouvement républicain populaire (MRP)).
Не раз був міністром закордонних справ і главою уряду. Сприяв вступу Франції до «Європейського оборонного співтовариства» та НАТО. 1958 порвав з МРП і організував партію «Християнська демократія Франції».
Своїми діями намагався зміцнити державний лад і колоніальні позиції Франції. Від 1956 року віце-голова колоніалістського «Союзу рятування і оновлення французького Алжиру». Активно сприяв приходу до влади де Голля.